# Torben Vind Rasmussen
Torben Vind Rasmussen (født 15. november 1965 i Ringe) er dansk skoleleder, formand for Efterskoleforeningen og bestyrelsesformand for Center for Ungdomsforskning. Har har tidligere været forstander på Ryslinge Høj- og Efterskole i perioden 2009-2019, skoleleder på Ryslinge Friskole fra 2003-2009 og før det lærer på en række efterskoler. Torben Vind Rasmussen har læst på Den Frie Lærerskole i Ollerup og har en master i ledelse af uddannelsesinstitutioner fra Copenhagen Business School.
Torben Vind Rasmussen har været medlem af Efterskoleforeningens bestyrelse siden 2014, og blev i 2018 næstformand, før Rasmussen måtte udnævnes til konstitueret formand for organisationen i 2019, da daværende formand Troels Borring blev sygemeldt. Senere samme år valgtes Torben Vind Rasmussen som formand for Efterskoleforeningen på den årlige generalforsamling.
Efter at fungere som skoleleder på Ryslinge Friskole involveredes Torben Vind Rasmussen i 2008 i genstarten af Danmarks tredjeældste højskole, Ryslinge Højskole. Denne var præget af en stor økonomisk krise, der truede hele skolens eksistens, og derfor ønskede man at etablere en efterskole under samme tag. Sammen med Asser Amdisen, som i 2009 ansættes som ny højskoleforstander, var Torben Vind Rasmussen med til at tegne den nye profil for Ryslinge Høj- og Efterskole. Efterskolens første årgang var 82 elever stor og begyndte i sommeren 2009.
Torben Vind Rasmussen har desuden været medlem af bestyrelsen for Den Frie Lærerskole i mere end 14 år, hvor han også har været formand, og så har han været en siddet i bestyrelsen for det, der i dag hedder DGI i Svendborg.